# Honda Accord

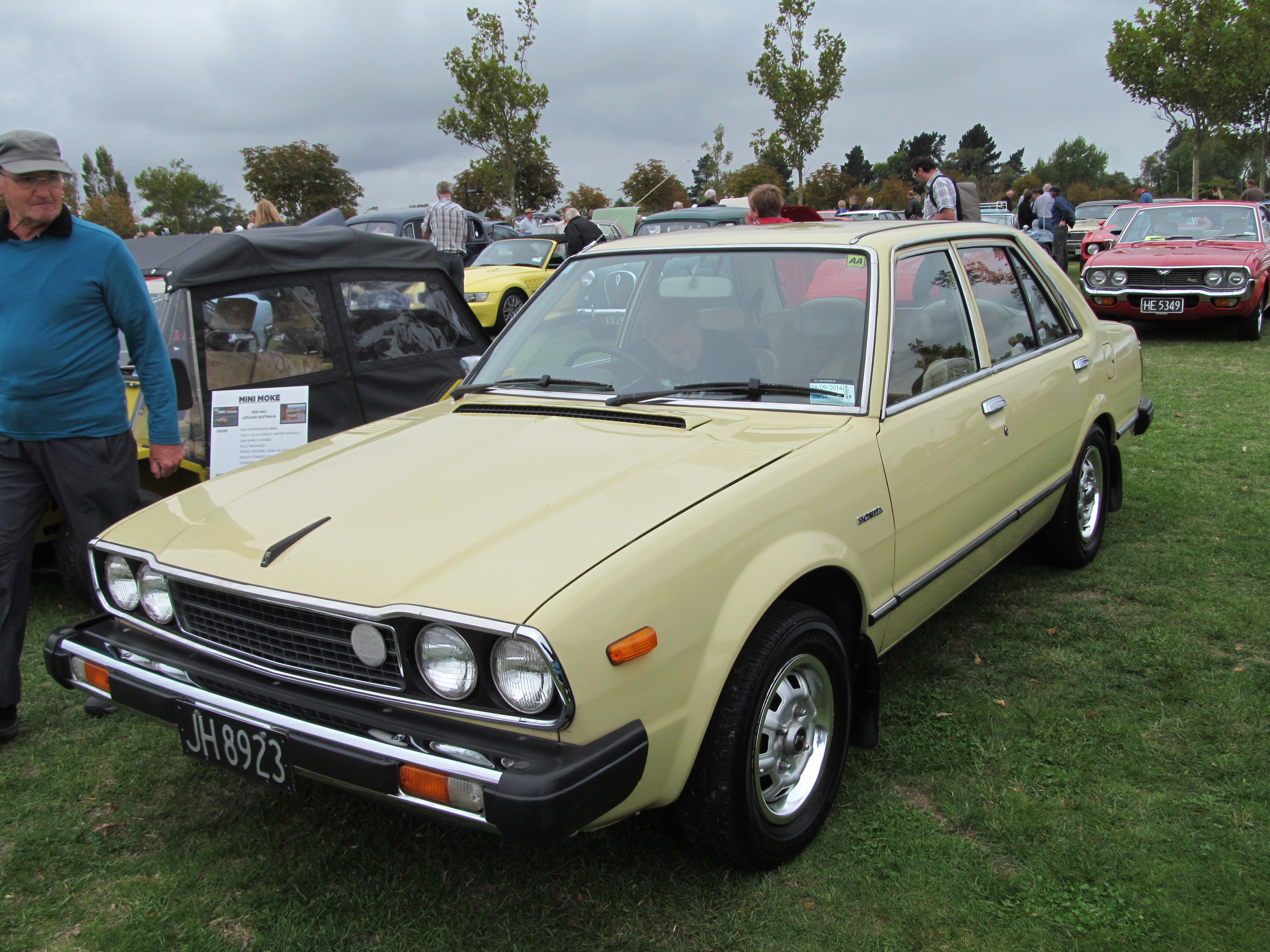
1e generatie Honda Accord

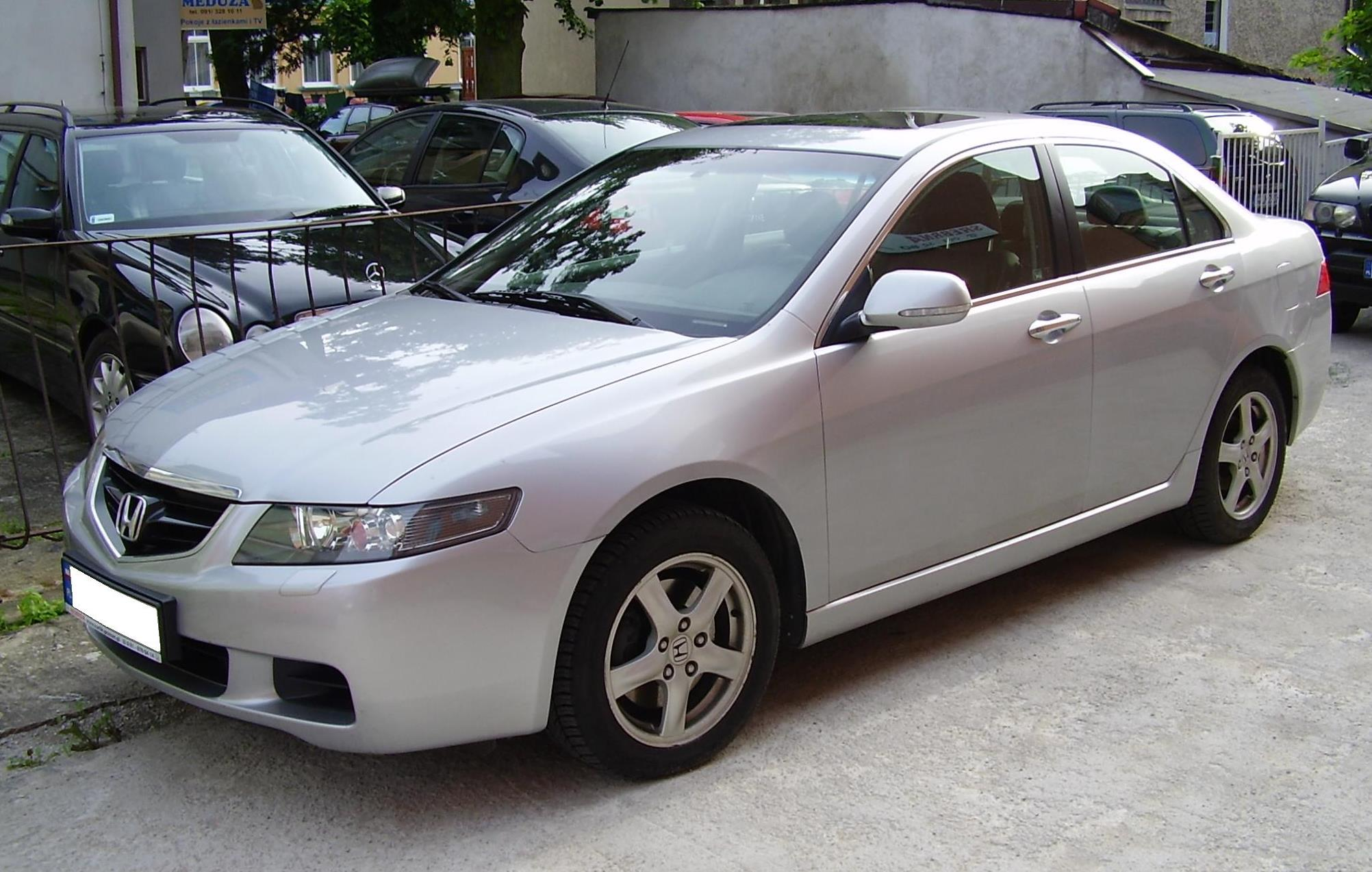
7e generatie Accord

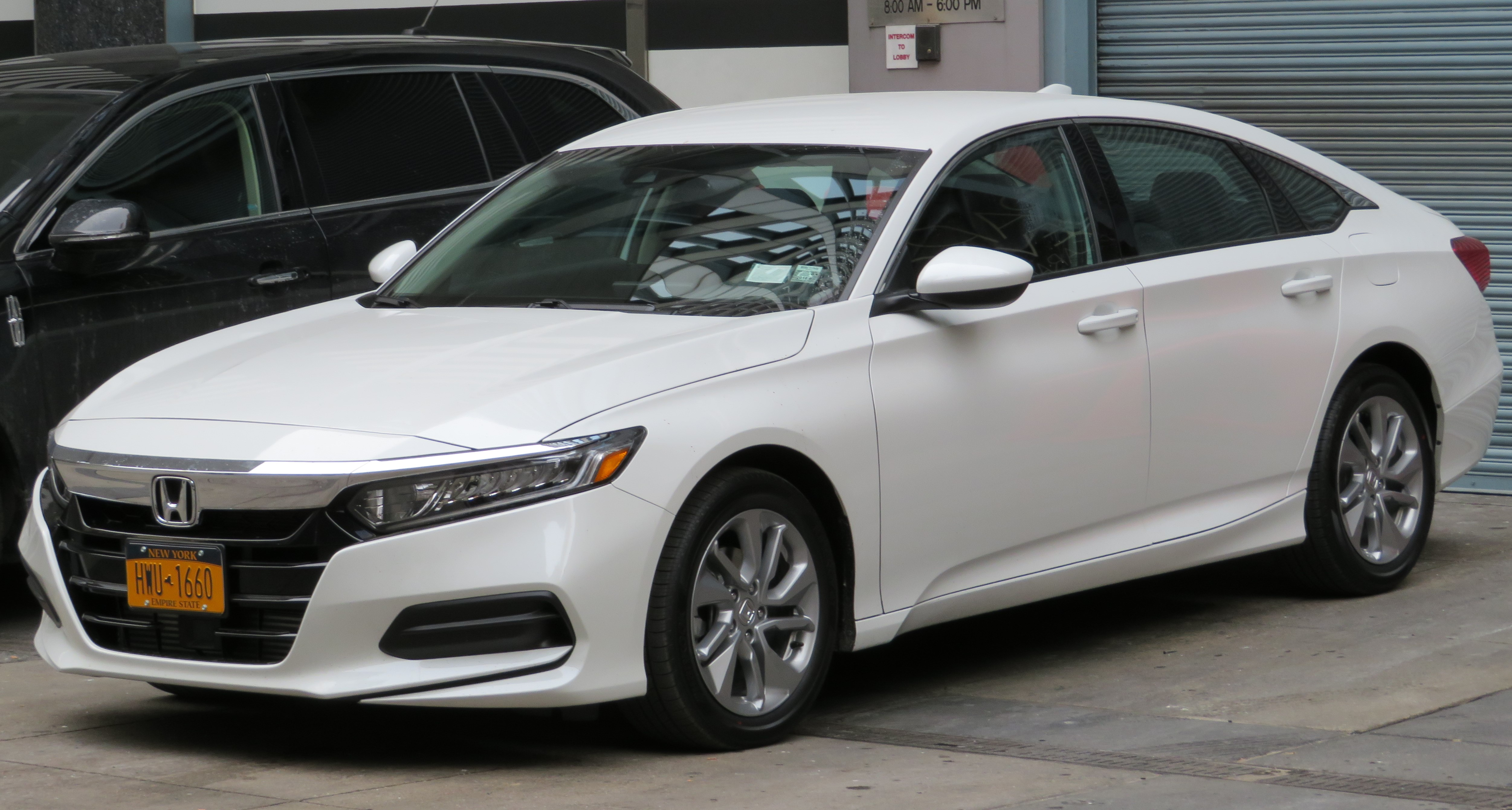
10e generatie Accord

De Honda Accord is een automobiel van automobielfabrikant Honda.
De eerste generatie Honda Accord werd geïntroduceerd in 1976 als een tweedeurs hatchback met 68 pk. Hij was groter dan de kleine Civic van die tijd. De Accord had een lengte van 4,11 meter. Hij verkocht goed door zijn formaat, betrouwbaarheid en zuinigheid. Een vierdeurs Sedan werd in 1977 geïntroduceerd met 72 pk. In 1978 werd een LX-versie van de coupé geïntroduceerd met klimaatregeling.
In 1981 werd de tweede generatie Honda Accord gelanceerd. Totaal vernieuwd. Hij was uitgevoerd met een Honda CVCC Motor (Een heel schone motor die later uitgroeit als VTEC-E, midden jaren 90) met 75 pk. Later werd ook een 86 pk-versie beschikbaar. Deze was net als de eerste generatie er als vierdeurs Sedan en driedeurs Hatchback.
De derde generatie werd in eind 1985 op de markt gebracht, en werd als vierdeurs Sedan en als Aero Deck (driedeurs) geleverd.
De Aero Deck was een opvallende verschijning met opklappende koplampen. Verder had de auto een glazen achterruit die tot in het dak doorliep.
De Sedan had de opklappende koplampen in Europa en in Amerika. Ook de Integra en Prelude in die tijd hadden deze lampen. Ook waren beide varianten verkrijgbaar met vierwielbesturing (door Honda 4WS genoemd).
Eind 1989 kwam de vierde generatie. Deze auto werd eerst als Sedan en vanaf 1991 ook als Aero Deck (Stationcar) leverbaar, en op o.a. de Duitse markt ook als Coupé geleverd. De auto werd in 1992 licht gefacelift. Deze Accord had op de duurste uitvoering (2.2i) vierwielbesturing.
De vijfde generatie kwam in 1993. Deze generatie Accord, met een kenmerkende hoge achterkant werd gebouwd in de fabriek in Engeland (Swindon) en werd in 1996 gefacelift. De Aero Deck en Coupé kwamen uit de VS. De Rover 600 was technisch dezelfde auto als deze generatie Accord. Honda leende de 2.0 TDI (Diesel) van dit merk. Deze motor is alleen de laatste twee jaar verkrijgbaar geweest.
De zesde generatie kwam in 1998. Deze auto is misschien ook wel bekend door zijn anonieme uiterlijk. Maar desondanks had deze generatie Accord een goed rijgedrag met vier prima motoren (1.6, 1.8, 2.0 en 2.3). Deze generatie, die opnieuw gebouwd werd in Engeland, was leverbaar als Sedan en als vijfdeurs Hatchback. Ook werd de Sedan verkrijgbaar als sportieve Type R-versie(2.2 L). Het is tot op heden de enige generatie Accord waarvan deze versie ook in Europa verscheen. In 2001 volgde de facelift.
De zevende generatie Accord werd in 2003 geïntroduceerd. Eerst werden de benzinemotoren leverbaar (2.0 en 2.4), In 2004 kwam Honda met de I-CTDI Dit was de eerste door Honda zelf ontwikkelde dieselmotor. Deze beleefde zijn primeur in deze generatie Accord. (De 2.2 I-CTDI met 140 pk en 340 Nm maximumkoppel). Deze Honda Accord werd een stuk sportiever gezien dan zijn voorganger. Omdat er een dieselmotor in de Accord leverbaar werd, kwam er een Accord op de markt die interessant werd voor de lease- en de zakelijke rijders. Er kwam eindelijk na zes jaar weer een stationcar beschikbaar de "Tourer". De facelift volgde in 2006.
De achtste generatie Honda Accord is in juni 2008 geïntroduceerd. Deze wagen heeft een meer emotionele uitstraling. Ook de ziet de auto er sportiever uit. De achtste generatie Accord is uitgevoerd in twee benzine- en twee dieselvarianten. De tweede generatie diesel krijgt zijn debuut in deze wagen. De nieuwe Honda I-DTEC dieselmotoren (met 150 en 180 pk) en zijn zuiniger en schoner en sterker geworden dan de eerste generatie. Wederom is ook van deze auto een Tourer beschikbaar.